# François V de La Rochefoucauld
Pour les articles homonymes, voir La Rochefoucauld.
François V de La Rochefoucauld, prince de Marcillac, comte de La Rochefoucauld puis 1er duc de La Rochefoucauld et pair de France (en 1622) né le 5 septembre 1588 et décédé au château de La Rochefoucauld le 8 février 1650, est un noble français, maréchal de camp, lieutenant général et gouverneur du Poitou. Il est le père de l'écrivain François de La Rochefoucauld, auteur des Maximes.

## Biographie
Fils aîné de François IV, comte de La Rochefoucauld, et de sa femme Claude de Madaillan, dame d'Estissac, le jeune comte François V ne suit pas ses ancêtres et affirme très tôt sa foi catholique en abjurant la religion réformée.  
Il assiste en 1610 au couronnement de la reine Marie de Médicis et le lendemain le roi est assassiné par Ravaillac. La même année, il achète la prestigieuse charge de Maître de la Garde-Robe du roi, qui restera dans la famille jusqu'à la Révolution. Le 29 décembre 1615, après son mariage avec Anne d'Autriche, à Bordeaux, le roi Louis XIII est accueilli par le comte François V en son Château de La Rochefoucauld. Pour cet évènement royal, il fait démolir la partie médiévale subsistante de son château, ouvre sa cour intérieure sur la basse ville et fait bâtir un porche d'entrée. Ses services auprès du roi sont récompensés et son comté est érigé en duché par lettres patente en 1622. Il est désormais quatorzième par ordre de préséance quand il se présente devant le Roi. Mais un complot est mis à jour, et le duc de La Rochefoucauld est exilé par le Cardinal de Richelieu dans ses fiefs charentais. 

### Carrière militaire
Il est nommé lieutenant général dans le gouvernement du Poitou en 1614, et suit Louis XIII en Guyenne de 1615 à 1616. Il est reçu chevalier des ordres du Roi en 1619, et promu maréchal de camp en 1621. Il contribue à la victoire des troupes royales contre Soubise, chef de guerre huguenot, et on lui attribue la charge de gouverneur de la province du Poitou qui est jusqu'alors entre les mains du duc de Rohan, frère de Soubise. Au mois d'avril 1622, le comté de La Rochefoucauld est érigé en duché-pairie par Louis XIII en récompense des services rendus à la monarchie.
En 1626, nouvelle défaite des protestants et la paix est signée, La Rochefoucauld peut quitter l'armée et rejoindre la cour. Il est témoin de la conspiration de Chalais contre Richelieu mais n'est pas inquiété. Il repart rapidement à la guerre aux côtés du cardinal, et s'illustre notamment au siège de La Rochelle de 1627 à 1628. Il abandonne le gouvernement du Poitou en 1633. La Rochefoucauld prête serment comme pair de France devant le parlement le 24 juillet 1637.
Il meurt dans son château de La Rochefoucauld en Angoumois le 8 février 1650 à l’âge de 61 ans.

### Famille
En 1611, il épouse Gabrielle du Plessis-Liancourt, demoiselle d'honneur de la reine Marie de Médicis, fille de Charles du Plessis, seigneur de Liancourt, lieutenant général des armées du roi, prévôt de Paris, et d'Antoinette de Pons, marquise de Guercheville. Tous deux auront 12 enfants :
- François VI de La Rochefoucauld, 2e duc de La Rochefoucauld, prince de Marcillac, baron de Verteuil[1], auteur des célèbres Maximes en 1664. (Paris, 15 décembre 1613 - Paris, 17 mars 1680) marié en 1628 avec Andrée de Vivonne, dont postérité ;
- Louis de La Rochefoucauld, prêtre, abbé de Saint Jean d'Angély, évêque de Lectoure (Poitiers, 23 décembre 1615 - Verteuil, 5 décembre 1654) ;
- Marie Elisabeth de La Rochefoucauld, abbesse de l'abbaye Saint Sauveur d'Evreux (10 août 1617 - 22 octobre 1698) ;
- Catherine de La Rochefoucauld, abbesse du Paraclet de 1675 à 1705 (25 octobre 1619 - 7 janvier 1710) ;
- Marie Catherine de La Rochefoucauld (16 février 1622 - Liancourt, 7 mars 1698), mariée 1638 avec Louis Roger Brulart, marquis de Sillery, marquis de Puisieux, mestre de camp d'infanterie, gouverneur de Damvillers, puis d'Epernay (1619-1691), dont postérité ;
- Antoinette Jeanne de La Rochefoucauld (20 mars 1623 - 1647) ;
- Gabrielle Marie de La Rochefoucauld, abbesse du Paraclet de 1646 à 1675, puis de Notre-Dame de Soissons (13 décembre 1624 - 23 novembre 1693) ;
- Anne Françoise de La Rochefoucauld, religieuse à l'abbaye Saint Sauveur d'Evreux (20 avril 1626 - 1685) ;
- Hilaire Charles de La Rochefoucauld, chevalier, puis chancelier de l'Ordre de Malte (14 juin 1628 - 1651) ;
- Louise de La Rochefoucauld, religieuse à l'abbaye Saint Sauveur d'Evreux (19 janvier 1630 - 1651) ;
- Aimery de La Rochefoucauld (13 mai 1633 - ca 1638) ;
- Henri de La Rochefoucauld, prêtre, abbé de Fonfroide, abbé de La Chaise-Dieu (27 juillet 1634 - Versailles, 16 décembre 1708)[4].